# Systena mitis
Systena mitis är en skalbaggsart som först beskrevs av J. L. Leconte 1858.  Systena mitis ingår i släktet Systena och familjen bladbaggar. Inga underarter finns listade i Catalogue of Life.